# مارموست سرسیاه
مارموست سرسیاه (نام علمی: Callithrix nigriceps) نام یک گونه از سرده مارموست است.